# Alfa globulina

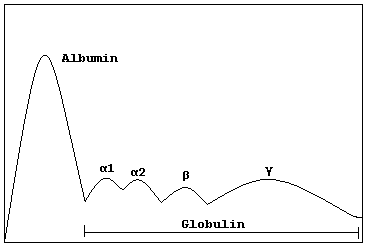
Electroforesis de proteínas (esquema)

Las alfa globulinas son un grupo de globulinas circulantes en el plasma sanguíneo y que se caracterizan por tener movilidad eléctrica en soluciones alcalinas o soluciones cargadas. Tienen la peculiaridad funcional de inhibir ciertas proteasas sanguíneas.

## Tipos
Las principales proteínas sanguíneas son la albúmina y las globulinas, las cuales son más pequeñas y menos numerosas que la albúmina. Las globulinas se dividen en alfa, beta y gamaglobulinas. Las alfa globulinas se dividen en dos grandes grupos:
- alfa 1 globulinas: entre ellas, la alfa-1 antitripsina y la globulina fijadora de tiroxina;
- alfa 2 globulinas: que contiene la haptoglobulina, ceruloplasmina, angiotensinógeno y alfa-2 macroglobulinas.

## Electroforesis
El fraccionamiento electroforético de las proteínas sanguíneas muestra seis fracciones que van en orden de movilidad: prealbúmina, albúmina, las α-globulina, β1–globulina, β2–globulina y las γ-globulina.
La concentración promedio de las alfa globulinas en sangre es de 1,5 g/dl, mientras que la concentración de albúmina es aproximadamente 4,2 g/dl y la de las demás proteínas séricas, menor que 0,5 g/dl.